# Hrabstwo Kiowa (Oklahoma)

Piramida wieku mieszkańców hrabstwa Kiowa

Kiowa – hrabstwo w stanie Oklahoma w USA. Założone w 1909 roku. Populacja liczy 10 227 mieszkańców (stan według spisu z 2000 roku).
Powierzchnia hrabstwa to 2669 km² (w tym 41 km² stanowią wody). Gęstość zaludnienia wynosi 4 osoby/km².
Nazwa hrabstwa pochodzi od nazwy plemienia indiańskiego Kiowa.

## Miasta
- Cooperton
- Gotebo
- Hobart
- Lone Wolf
- Mountain Park
- Mountain View
- Roosevelt
- Snyder